# Garantiertes Mindesteinkommen
Das garantierte Mindesteinkommen (kurz MEK) ist ein sozialpolitisches Transferkonzept, in dem jede Bürger ein existenzsicherndes Basiseinkommen vom Staat erhält. Im Gegensatz zum Bürgergeld sollen nicht alle Sozialleistungen des Staates gekürzt oder abgeschafft werden, das MEK ist aber nicht bedingungslos wie das Bedingungslose Grundeinkommen.
Die Idee des MEK in Deutschland wurde in den späten 1970er-Jahren an der Johann Wolfgang Goethe-Universität Frankfurt am Main von einer Gruppe junger Wirtschaftswissenschaftler der Wirtschaftswissenschaft im Kontext der Studentenbewegung entwickelt, die sich mit dem Scheitern des keynesianischen Projekts der Globalsteuerung, der aufkommenden neokonservativen Wirtschaftspolitik in den USA, dem Operaismus (ital.: operaismo) italienischer Philosophen (Antonio Negri, Mario Tronti) sowie der Neoricardianische Schule aus Cambridge (UK) (Joan Robinson, Piero Sraffa, Nicholas Kaldor) beschäftigten.
Methodisch und in der rechnerischen Betrachtung ähnelt es der negativen Einkommensteuer, die es in den USA als Earned Income Tax Credit und in Großbritannien (Working Families Tax Credit) gibt und auf einen Vorschlag Milton Friedmans aus dem Jahre 1962 zurückgeht. Die wesentlichen Unterschiede liegen in der Armutsfestigkeit, der Bedarfsorientierung, der Erklärungspflicht der Rezipienten und der Sanktionsmechanismen. Zu den in Deutschland diskutierten Modellen eines MEK gehören z. B. das Solidarische Bürgergeld (Althaus-Modell), das Ulmer Modell, das „Liberale Bürgergeld“ oder das Grundeinkommensmodell von Götz Werner.

## Allgemeines Konzept
Das MEK ist ein aus Steuern finanziertes Einkommen, welches die Existenz und gesellschaftliche Teilhabe sichert. Die Bedürftigkeitsprüfung, die Sanktionspraxis und die Zwangsverpflichtung zur Arbeit werden im Vergleich zum Arbeitslosengeld II stark eingeschränkt oder abgeschafft. Stattdessen sollen positive Anreize gesellschaftlich sinnvolle Tätigkeiten ohne Arbeitszwang ermöglichen, aber nicht vorschreiben. Gleichwohl bleibt das Ideal der Erwerbsarbeit, denn erwerbsförmige Tätigkeiten sind maßgeblich für die gewährte Höhe der Steuergutschrift.
Zur Finanzierung des MEK ist eine Einfachsteuer flat tax und Neuordnung des Steuersystems denkbar sowie sehr viel weniger Aufwand und Bürokratie in der Sozialverwaltung betrieben werden, da existierende Transferleistungen durch das MEK ersetzt würden. Arbeitslosengeld, Sozialhilfe (Deutschland), Rente, Kindergeld und ähnliche Sozialleistungen können durch das garantierte Mindesteinkommen sukzessive wegfallen. Hinzu käme eine Gesundheits- und Pflegeprämienpauschale für eine Basisversicherung, welche sich in Höhe und Ausgestaltung in den Modellen unterscheiden.

## Funktionsweise

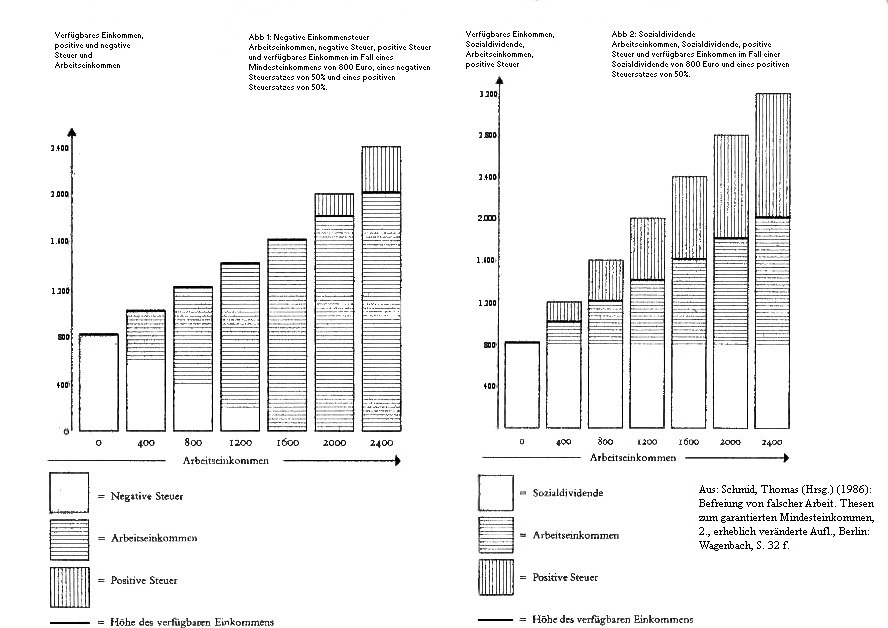
Garantiertes Mindesteinkommen als Negative Einkommensteuer und als Sozialdividende

Zu unterscheiden ist zwischen Arbeitseinkommen, negativer und positiver Steuer sowie den verfügbaren Einkommen. Mit negativer Steuer ist die staatliche Transferzahlung und mit positiver Steuer eine Zahlung an den Staat entsprechend der bisherigen Lohn- und Einkommensteuer gemeint. Das verfügbare Einkommen wird sich bei niedrigem Einkommen aus Arbeitseinkommen zuzüglich negativer Steuer zusammensetzen, bei höherem Einkommen wie bisher aus den sieben Einkunftsarten abzüglich positiver Steuer. Analog zu einer proportionalen negativen Einkommensteuer werden beim Garantierten Mindestkommen ab der Transfergrenze somit positive Einkommen prozentual besteuert. Bis zur Transfergrenze handelt es sich in Abb. 1 um eine negative Einkommensteuer: Die Person ist Leistungsempfänger. Über der Transfergrenze wird die Person zum Netto-Zahler, wobei die Zahlungen dafür verwendet werden, die Leistungen an Empfänger zu finanzieren. Dabei sind die Prozentsätze (nach der Transfergrenze) entweder gleich hoch wie bei der negativen Einkommensteuer oder niedriger wie dies beim Ulmer Modell der Fall ist. Die Sozialdividende (SD) erhält dagegen jeder Staatsbürger, unabhängig von eigenen Verdiensten (Abb. 2). Dadurch wird die SD zunächst teurer; das Volumen, welches umverteilt werden muss, ist sehr groß. Im Prinzip ist vorstellbar, dass Einkommen mit 50 Prozent besteuert wird. Dann lassen sich Sozialdividende, Arbeitseinkommen, positive Steuer und verfügbares Einkommen grafisch wie in der Abb. für ledige Steuerzahler darstellen. Das Gesamtergebnis ist offensichtlich das gleiche wie im Falle der negativen Einkommensteuer.

## Finanzierung
Das MEK ist volkswirtschaftlich gesehen kein zusätzliches Einkommen, sondern ein Vorschuss, der steuerlich je nach Leistungsfähigkeit verrechnet wird. In der Bruttorechnung ergäben sich in Deutschland bei einem Grundeinkommen von 800 € monatlich für 82 Millionen Bürger ein Finanzvolumen von 800 Milliarden Euro pro Jahr. Zur Finanzierung dieser Beträge gibt es zwei Modellansätze: Besteuerung des Konsums und Einkommensbesteuerung.
- Konsumbesteuerung: Dabei wird Bruttoeinkommen 1:1 als Nettoeinkommen ausbezahlt. Waren und Dienstleistungen dienen als Finanzierungsquelle des Grundeinkommens (Werner-Modell). Dabei müsste das Steuersystem nicht nur stark geändert werden, sondern es würden hohe Konsumsteuern anfallen. Es wird eine Mehrwertsteuer von 50 % nötig sein, was Schwarzmarkttreiben (Schwarzmarkt) und Steuerhinterzug anheizen könnte. Schwarzarbeit ließe sich umgehen, wenn Einkommen durch Arbeit nicht besteuert wird. Ungelöst sind Probleme der Einkommensverteilung.

- Einkommensbesteuerung: Die Verrechnung mit eigenen Einkommen ließe sich nach dem Transfergrenzenmodell relativ einfach im bestehenden System verwirklichen (Ulmer Modell, Solidarische Bürgergeld).

- In der Nettorechnung wäre somit das transparente Dreieck in der Grafik zu finanzieren, also ein Betrag, der wesentlich unter der Bruttorechnung liegen würde.

## Unterschiede zu Hartz IV und zum Bedingungslosen Grundeinkommen
Das MEK unterscheidet sich von der Grundsicherung nach Hartz IV bzw. des Arbeitslosengeldes II und das Nachfolgemodell Bürgergeld durch eine weniger strenge Bedürftigkeitsprüfung. Das beim Arbeitslosengeldes II selbst gesteckte Ziel, die verfestige Arbeitslosigkeit durch Druck auf die Arbeitslosen aufzulösen, ist nicht gelungen. Die Verweildauer in der Arbeitslosigkeit hat sich nicht verändert. Ein Viertel der Langzeitarbeitslosen sind länger als vier Jahre arbeitslos und das Sanktionsregime hat die gesellschaftliche Teilhabe verschlechtert. Daher sind vier Forderungen angemessen: die Regelsatzerhöhung, die Vereinfachung des Transfersystems, das Anreizsystem und eine tatsächliche Existenzsicherung. Das Garantierte Mindesteinkommen ist als kleines Grundeinkommen möglicherweise ein Einstieg in ein großes bedingungsloses Grundeinkommen.

## Kritik
Als Pro-Argumente für ein MEK werden vorgebracht:
- Es sei eine mögliche Antwort auf die Krise des Sozialstaats Bismarckscher Prägung (Sozialgesetzgebung unter Bismarck).
- Bedingt durch den technischen Wandel (automatisierte Prozesse) geht der Arbeitsgesellschaft die Arbeit aus. Lohnsubvention kann das Auseinanderdriften von Arbeit und Einkommen aufhalten.
- Sozialutopische Konzepte im Kontext mit der Krise der Arbeitsgesellschaft Initiative Freiheit statt Vollbeschäftigung (Sascha Liebermann).
- Ökologische Aspekte des quantitativen Wachstums (Umweltschützen – Lohn für Nicht-Arbeit, Gesellschaft für Kultur und Ökologie).

Contra: Ein Grund- oder Mindesteinkommen wird vor allem aus diesen Gründen kritisiert:
- Der Systemwechsel sei nicht finanzierbar.
- Der Systemwechsel sei nicht zuträglich für Arbeitsangebot und Arbeitsmoral.
- Grundeinkommen sei ein neuer Kombilohn und die Zahl der Aufstocker steige, weil Arbeitgeber mit Verweis auf den staatlichen Lohnzuschuss eine Lohnspirale nach unten in Gang setzten (Lohndumping), was die Steuerzahler zusätzlich belastete (Christoph Butterwegge).
- (Lohn-)Arbeit sei identitätsstiftend. Lohn für Nicht-Arbeit destabilisiere hingegen den sozialen Zusammenhalt der Gesellschaft.

Gegen diese Kritik vor allem aus gewerkschaftlicher Perspektive wird argumentiert, dass ein existenzsicherndes Mindesteinkommen den Niedriglohnsektor – zumal in Kombination mit einem auskömmlichen gesetzlichen Mindestlohn – eindämmen würde. Niedrige Löhne und prekäre Arbeitsbedingungen würden somit ersetzt durch besser bezahlte und attraktiver gestaltete Arbeit, weil die Rezipienten schlechte oder schlecht bezahlte Jobs ablehnen könnten (Götz Werner). Gute Arbeit brächte im Gegensatz zu Niedriglohnarbeit auch zusätzliche Steuereinnahmen. Soziale Experimente in den USA ergaben im Übrigen keine spürbare Senkung des Arbeitsangebots bei Gewährung verschiedener Modelle der Negative Income TaxKarl Widerquist.